# 젠나로 가투소
젠나로 이반 "리노" 가투소(이탈리아어: Gennaro Ivan "Rino" Gattuso, 1978년 1월 9일, 이탈리아 코릴리아노 칼라브로 ~ )는 이탈리아의 전 축구 선수로, 현 축구 감독이다. 현재 이탈리아 축구 국가대표팀의 감독이다.
2006년 FIFA 월드컵 이탈리아의 우승 멤버 중 한 명이다. 그는 2002-03, 2006-07 시즌에 열린 UEFA 챔피언스리그에도 출전하였으며, 2003-04 시즌과 2010-11 시즌에는 세리에 A 우승을 이끌었다. 최근

## 클럽 경력

### 초창기
가투소는 프로 경력을 페루자에서 시작하였으나, 1997년 7월에 19살의 나이로 스코틀랜드 프리미어리그의 레인저스로 이적하였다. 1998년 10월, 다시 4백만 파운드의 이적료로 이탈리아 세리에 A의 살레르니타나로 이적하였고, 그는 좋은 활약을 펼쳤지만 팀에서의 그의 위상은 그리 안정적이지 못하였다.

### AC 밀란
가투소는 1999년에 8백만 파운드의 이적료로 AC 밀란으로 이적하였다. 그는 카를로 안첼로티의 전술에서 안드레아 피를로 보다 좀 더 윗선에서 플레이하였다.
가투소는 경기 중에 불같은 성격 때문에 종종 문제를 일으키곤 하였다. 2003년 9월에 열린 UEFA 챔피언스리그 조별 리그 아약스와의 경기에서 후반전 추가시간에 상대 공격수 즐라탄 이브라히모비치의 얼굴을 손등으로 쳤다. 2005년 12월 UEFA 챔피언스리그에서 밀란이 샬케 04를 3-2로 꺾었을 때, 가투소는 상대 미드필더인 크리스티안 포울센을 계속 쫓아다니며 도발하였다. 그 이유는 포울센이 1차전에서 카카를 거칠게 수비하였기 때문이라고 말했다. 가투소는 이 사건을 과장하여 보도하였던 기자들에게 항의하였다.
가투소는 2006년 9월 26일 릴과의 UEFA 챔피언스리그 경기를 통해 AC 밀란에서의 300번째 경기를 치렀다. 그리고 영국의 기자들이 가투소가 맨체스터 유나이티드로 이적할 것이라는 기사를 냈지만, 2007년 2월 1일 가투소는 2011년까지 계약을 연장하였다. 같은 해 5월 23일 가투소는 리버풀과의 UEFA 챔피언스리그 결승전에 선발 출장하여 두 번째 우승을 이끌었다.
세리에 A 2011-12 시즌을 끝으로 스위스의 시옹으로 이적하였다.

## 국가대표팀 경력
가투소는 2000년 하계 올림픽 이탈리아 대표팀으로 출전하였으며, 2002년 FIFA 월드컵, UEFA 유로 2004, 2006년 FIFA 월드컵에 이탈리아 축구 국가대표팀의 일원으로 60경기 이상을 출전하였다. 그는 이탈리아의 중심 선수 중 한명으로, 우크라이나와의 8강전에서 경기 최우수 선수로 선정되었다.

## 플레이스타일
수비 상황에서 깊숙이 수비에 가담하며, 종종 전방으로 나가 공을 뺏은 후 공격수에게 연결한 후 수비를 위해 자신의 위치로 돌아오곤 한다. 그의 경기 방식은 거친 태클과 엄청난 활동량으로 요약할 수 있다.

## 박치기 사건
- 2011년 2월 15일 UEFA 챔피언스리그 16강 토트넘 홋스퍼 FC와의 경기에서, 후반 31분경 주심에게 두 번째 경고를 받아 경고 누적으로 2차전에 출전할 수 없게 된 이후에, 토트넘의 조 조던 코치와 언쟁을 벌이다가 그의 목을 조르고 경기가 끝난 뒤에 박치기를 하였다. 이에 가투소의 에이전트는 조 조던 코치가 가투소에게 이탈리아 사생아(Fucking Italian bastard)라는 모욕적인 말을 하였다고 밝혔다.

## 수상

#### 페루자 칼초
- 트로페오 자친토 파케티 : 1995-96

#### AC 밀란
- 세리에 A : 2003-04, 2010-11
- 코파 이탈리아 : 2002-03
- 수페르코파 이탈리아나 : 2004, 2011
- UEFA 챔피언스리그 : 2002-03, 2006-07
- UEFA 슈퍼컵 : 2003, 2007
- FIFA 클럽 월드컵 : 2007

#### 이탈리아
- UEFA U-21 축구 선수권 대회 : 2000
- FIFA 월드컵 : 2006

### 감독

#### 나폴리
- 코파 이탈리아 : 2019-20

#### 국가대표팀
- 이탈리아 : 2025. 6. - 현재

### 개인
- 2006년 FIFA 월드컵 맨 오브 더 매치 : vs. 우크라이나 (8강전)
- FIFA 월드컵 올스타 팀 : 2006
- 가에타노 시레아 경력모범상 : 2012
- FIFPRO 월드 11 후보 : 2005, 2006, 2007, 2008
- AC밀란 명예의 전당
- 이탈리아 공화국 공로장 4등급[2] : 2006
- CONI 금장[3] : 2006